# Larentia clavaria
Pour les articles homonymes, voir Phalène.
Espèce
Larentia clavaria, la Larentie cloutée ou Phalène de la guimauve, est une espèce de lépidoptères (papillons) appartenant à la famille des Geometridae.

## Dénomination
La Larentie cloutée a été nommée Larentia clavaria par Haworth en 1809.

## Distribution
On la trouve depuis l'Europe jusqu'à l'Afrique du Nord et depuis l'Anatolie jusqu'au Caucase.

## Description

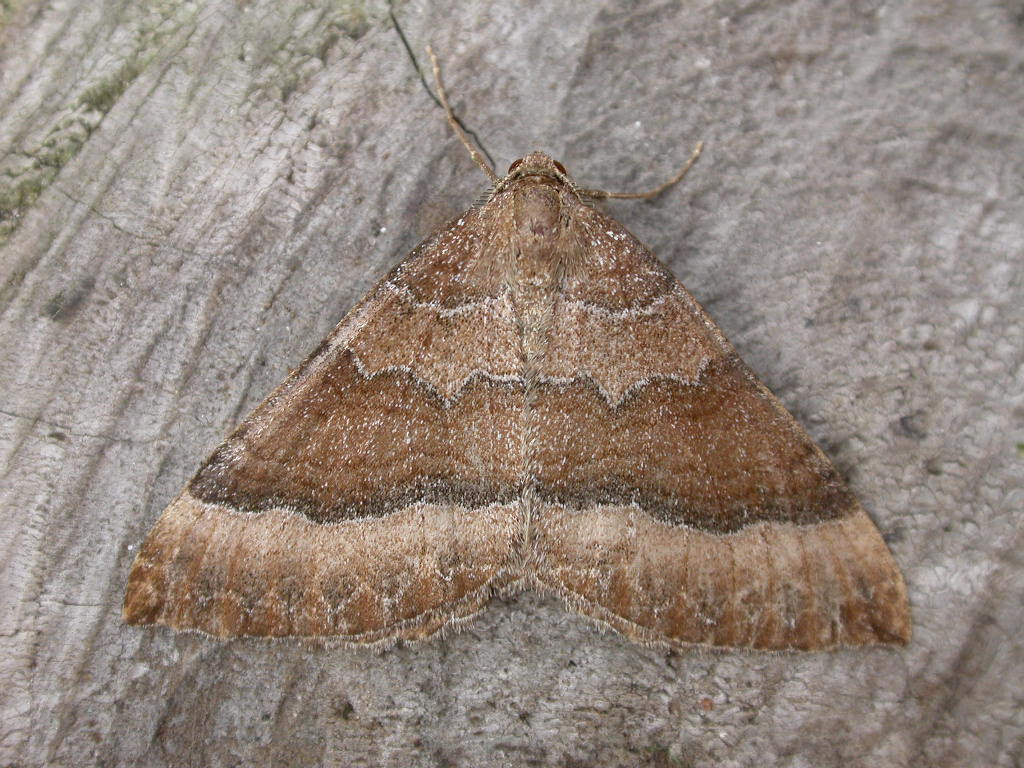

Ailes antérieures variant du brun pâle au brun sombre, ornées de bandes transversales souvent indistinctes. Le bord des ailes (antérieures et postérieures) est garni de franges entrecoupées, ce qui leur donne une apparence festonnée. L'envergure varie de 36 à 40 mm. 
L'imago vole d'août à novembre selon les endroits, dans les lieux incultes.

### Chenille
Verte, grêle, elle se nourrit de malvacées dont la guimauve officinale, la rose trémière et de diverses espèces de mauves.